# Willem van Mieris

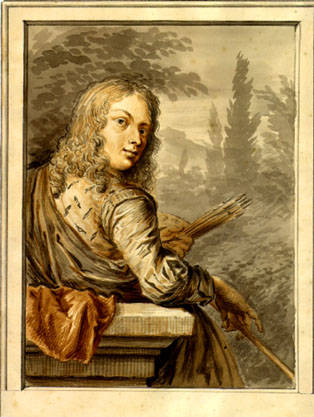
Willem van Mieris, självporträtt.

Willem van Mieris, född den 3 juni 1662 i Leiden, död där den 26 januari 1747, var en nederländsk konstnär. Han var son till Frans van Mieris den äldre, bror till Jan van Mieris och far till Frans van Mieris den yngre. 
van Mieris var elev till sin far och målade såväl mytologiska ämnen som genrebilder (interiörer med fisk- och grönsaksmånglare, med mera) och porträtt. Han var den främste av Frans van Mieris den äldres söner och kom i sina tidigare genrestycken, varma i tonen, fadern ganska nära. Hans senare arbeten blev emellertid allt torrare i uppfattningen, kyligare i färgen och glattare i behandlingen. van Mieris var även modellör i vax och lera och utförde som sådan vaser med mera, som skattades högt. En särskild talang hade han att utföra de små basreliefer, med vilka han brukade sira sina framställningar. Han målade vanligen ett rundbågefönster, inom vilket scenen är skildrad, och under vars nedre post reliefen är anbragt. Så i En villebrådshandlare i Amsterdams riksmuseum, så även i tre tavlor i Louvren: Såpbubblor, Villebrådshandlare och En köksa. Bäst är van Mieris som målare företrädd i Dresdens museum, men han är rikligt representerad även i de flesta andra större samlingar. I Sverige är hans verk rätt sällsynta. I Nationalmuseum tillskrivs honom dock Gubbe vid ölkruset; i den forna Schagerströmska samlingen i Stockholm sågs ett litet 1697 daterat mansporträtt; från samma år förskrifer sig Diana i ett landskap i Stuartska samlingen, likaledes i Stockholm, och i greve von Hallwyls samling där ses av van Mieris hand ett Porträtt av en köpman.